# Higher Ground (Martin Garrix)
Higher Ground è un singolo del DJ olandese Martin Garrix, realizzato in collaborazione con il cantante svedese John Martin. È stato pubblicato il 14 maggio 2020 su etichetta discografica Stmpd Rcrds, e concesso in licenza esclusiva alla Epic Amsterdam, una divisione della Sony Music. Il brano segna come la seconda collaborazione tra Martin Garrix e John Martin dopo "Now That I've Found You".

## Pubblicazione
Nel febbraio 2020 Martin Garrix ha risposto a una domanda di un fan che avrebbe pubblicato a luglio un nuovo follow-up per High on Life. In aprile durante un livestream su Instagram ha rivelato un'anteprima della traccia e la collaborazione, descrivendola come una ripresa dal buio nella stessa vena di High on Life. Ha aggiunto che a causa della pandemia, l'inno che aveva realizzato per il campionato europeo di calcio 2020 che doveva uscire a fine mese sarebbe slittato all'anno prossimo insieme al campionato, facendo anticipare l'uscita di Higher Ground. Nello stesso mese, durante un'intervista, ha annunciato che il brano sarebbe uscito il giorno del suo compleanno. Il 5 maggio durante la sua live nei canali olandesi ha rivelato in anteprima traccia completa, pubblicata nove giorni dopo.

## Video musicale
Il videoclip è stato pubblicato in concomitanza con l'uscita del singolo sul canale YouTube del DJ.

## Tracce
Download digitale
1. Higher Ground (feat. John Martin) – 3:09

Download digitale – Remix
1. Higher Ground (feat. John Martin) (Ferrek Down Remix) – 3:09

## Formazione
- Albin Nedler: testo e musica
- John Martin: testo e musica, voce
- Kristoffer Fogelmark: testo e musica
- Martijn Garritsen: testo e musica, produzione
- Michel Zitron: testo e musica